# Tijnje
Tijnje est un village situé dans la commune néerlandaise d'Opsterland, dans la province de la Frise. Son nom en frison est De Tynje. Le 1er janvier 2008, le village comptait 1 529 habitants.